# Raoul al Franței
Raoul   (de asemenea, Radulf, Ralph sau Rudolph), (n. 890 d.Hr., Auxerre, Bourgogne, Franța – d. 15 ianuarie 936 d.Hr., Auxerre, Bourgogne, Franța) a fost Duce de Burgundia între 921 și 923 și rege al Franciei de Vest din 923 până la moartea sa. Raoul a moștenit ducatul de Burgundia de la tatăl său, Richard, Duce de Burgundia. El s-a căsătorit cu Emma a Franței, fiica regelui Robert I al Franței și a Béatricei de Vermandois. 
A fost ales rege al Franciei de Vest de adunarea nobililor pentru a-i succeda socrului său și a fost încoronat de Walter, arhiepiscop de Sens la St Médard în Soissons, sâmbătă 13 iulie 923. Asumându-și coroana, el a trecut Burgundia fratelui său mai mic, Hugh cel Negru, după numai doi ani de domnie.  
Carol al III-lea era în viață și pretindea regatul însă cumnatul lui Raoul, contele Herbert al II-lea de Vermandois, care era căsătorit cu sora Emmei, l-a păcălit pe Carol să se întâlnească cu el și l-a luat prizonier. Primul act al lui Raoul ca rege a fost să conducă armata împotriva regelui Henric I al Germaniei care făcuse un pact cu regele Robert la Jülich mai devreme în același an. Încercând să anexeze Lorena, monarhul german s-a întâlnit cu armata considerabilă a lui Raoul și a făcut pace din nou. Totuși, în 925 Henric a preluat controlul Lorenei, Raoul nemaifiind în poziția de a-i rezista.
1. ↑  IdRef, accesat în 2 mai 2020
2. ↑  La Préhistoire des Capétiens[*], p. 39 Verificați valoarea |titlelink= (ajutor)